# Pomphorhynchidae
Famille
Les Pomphorhynchidae sont une famille d'acanthocéphales. Les  acanthocéphales sont des vers à tête épineuse, c'est-à-dire de petits animaux vermiformesés. Ils sont parasites de vertébrés et sont caractérisés par un proboscis rétractable portant des épines courbées en arrière qui leur permet de s'accrocher à la paroi intestinale de leurs hôtes.

## Liste des genres et des espèces
La famille des Pomphorhynchidae comprend trois genres composés des espèces suivantes :
- Longicollum Yamaguti, 1935
  - Longicollum alemniscus (Harada, 1935)
  - Longicollum chabanaudi Dollfus et Golvan, 1963
  - Longicollum edmondsi Golvan, 1969
  - Longicollum indicum Gupta et Gupta, 1970
  - Longicollum lutjani Jain et Gupta, 1980
  - Longicollum noellae Golvan, 1969
  - Longicollum pagrosomi Yamaguti, 1935
  - Longicollum riouxi Golvan, 1969
  - Longicollum sergenti (Choquetter et Gayot, 1952)
- Pomphorhynchus Monticelli, 1905
  - Pomphorhynchus bosniacus Kistaroly et Cankovic, 1969
  - Pomphorhynchus bufonis Fotedar, Duda, Raina, 1970
  - Pomphorhynchus bulbocolli Linkins, 1919
  - Pomphorhynchus dubious Kaw, 1941
  - Pomphorhynchus francoisae Golvan, 1969
  - Pomphorhynchus indicus Gupta et Lata, 1967
  - Pomphorhynchus intermedius Engelbrecht, 1957
  - Pomphorhynchus jammuensis Fotedar et Dhar, 1977
  - Pomphorhynchus kashmirensis Kaw, 1941
  - Pomphorhynchus kawi Fotedar, Duda, Raina, 1970
  - Pomphorhynchus kostylewi Petrochenko, 1956
  - Pomphorhynchus laevis (Zoega, 1776)
  - Pomphorhynchus lucyi Williams et Rogers, 1984
  - Pomphorhynchus megacanthus Fotedar et Dhar, 1977
  - Pomphorhynchus oreini Fotedar et Dhar, 1977
  - Pomphorhynchus orientalis Fotedar et Dhar, 1977
  - Pomphorhynchus perforator (Linstow, 1908)
  - Pomphorhynchus rocci Cordonnier et Ward, 1967
  - Pomphorhynchus sebastichthydis Yamaguti, 1939
  - Pomphorhynchus tereticollis (Rudolphi, 1809)
  - Pomphorhynchus tori Fotedar et Dhar, 1977
  - Pomphorhynchus yamagutii Schmidt et Higgins, 1973
  - Pomphorhynchus yunnanensis Wand, 1981
- Tenuiproboscis Yamaguti, 1935
  - Tenuiproboscis misgurni Yamaguti, 1935